# 제9차 고려-몽골 전쟁
제9차 고려-몽골 전쟁(第九次高麗蒙古戰爭)은 1257년 자랄타이가 이끄는 몽골 제국군이 고려를 침공해 일어난 전쟁이자, 고려-몽골 전쟁의 마지막 전쟁이다.
몽골은 끈질기게 고려왕의 입조·출륙을 요구했다. 고려는 몽골의 철수를 우선적으로 요구하는 등 교섭이 잘 진행되지 않다가, 1258년(고종 45년) 최씨 정권의 마지막 집권자인 최의가 김준(金俊)에게 피살되자 정세는 돌변하여 몽골에 대한 강화의 기운이 생기게 되었다. 
이리하여 1259년(고종 46년) 음력 3월 박희실(朴希實) 등을 사신으로 보내어 자랄타이와 회견, 왕의 출륙과 입조를 약속하고 태자 전(倎) 등 40여 명을 몽골에 보내고 강화도의 성을 헐게 하여 고려의 강화 태도에 확증을 보이니 28년간의 싸움 끝에 드디어 고려는 조건부 항복하였다. 그해 음력 6월 고종이 죽고 태자가 귀국하여 왕위에 올라 원종(元宗)이 되었는데, 그는 몽골에 태자를 다시 인질로 보내어 성의를 표시하였으나 강화도에서 나오지는 않았다. 
그 후 강화도에서는 무신간의 알력이 생겨 한때 왕이 폐위되었으나 다시 복위하였고, 몽골의 초청을 받고 연경(燕京)에 들어갔다가 1270년(원종 11년)에 귀곡하여 개경에 환도하니 이로부터 고려는 몽골의 간섭 하에 들어갔다. 이는 강화도로 천도한지 39년 만의 일이다.

## 참고 자료
- 이 문서에는 다음커뮤니케이션(현 카카오)에서 GFDL 또는 CC-SA 라이선스로 배포한 글로벌 세계대백과사전의 "고려 왕실과 원나라" 항목을 기초로 작성된 글이 포함되어 있습니다.